# Hattinger Wohnstätten
Die Hattinger Wohnstätten eG, kurz HWG, ist eine Wohnungsbaugenossenschaft in Hattingen.

## Geschichte
Am 5. Februar 1899 wurde die „Spar- und Baugenossenschaft des evangelischen Arbeiter- und Bürgervereins zu Hattingen eGmbH“ von 49 Personen ins Leben gerufen. Vorsitzender des Vorstands wurde der Redakteur Johannes Holthoff, stellvertretender Vorsitzender der Kaufmann Robert Hill. Zu den Schwerpunkten der Bebauung zählten „Im Heggerfeld“ und „Blankensteiner Straße“.
Im Jahre 1942 wurden zwei andere Baugenossenschaften angeschlossen, nämlich die kommunistische „Baugenossenschaft Wiederaufbau“ in Winz-Baak sowie die „Gemeinnützige Siedlungsgenossenschaft Hattingen“. Die Liegenschaften an der „Westenfelder Straße“ gehen auf die Genossenschaft „Allgemeiner Arbeiterwohnungsbau“ und das Jahr 1925 zurück. In den 1950er und 1960er Jahren entstand in der Hattinger Südstadt eine  Siedlung mit etwa 1200 Wohneinheiten, die heute den größten zusammenhängenden Wohnungsbestand der HWG bildet. 
Zum besonderen Geschäftsgebaren der Genossenschaft zählte 2001 das Erheben einer Kaution in Höhe von in der Regel 2000 bis 3000 DM bei Auszug. In der Geschichte der Genossenschaft gab es eine Reihe von Wirtschaftskrisen, Neubau- und Renovierungsmaßnahmen. Zu den jüngsten Projekten zählt die Reaktivierung des Geländes der ehemaligen Seilwerke Puth. Im Mai 2006 wurde der Geschäftsführer Burkhard Sibbe wegen geschäftlicher Probleme vom Aufsichtsrat abgelöst. Sibbe verlangte 1 Million Euro Abfindung, schließlich einigte man sich auf 400.000 Euro einmalige Zahlung und regelmäßige Privatrente im Rahmen der Altersversorgung. Der Architekt und Immobilienwirt war von 1998 bis 2006 geschäftsführender Vorsitzender gewesen.
Im Juli 2007 gab Erika Müller-Finkenstein, Vorstandsvorsitzende der HWG, bekannt, insgesamt mindestens 678 Wohnungen verkaufen zu wollen. Die HWG will sich zwecks Finanzierung von Modernisierungen in Hattingen (u. a. Südstadt) auf ihren Kernbereich konzentrieren und den gesamten Wohnungsbestand außerhalb Hattingens veräußern. Es handelt sich um 272 Wohnungen in Herbede, 192 Wohnungen in Sprockhövel, 64 in Velbert, 125 in der Straße Im Westenfeld in Hattingen und einzelne Wohnungen in Bochum und Hagen. Die betroffenen Mieter befürchten laut Mieterverein Bochum und Mieterverein Witten größere Mietsteigerungen und den Verlust der Sanierungsrücklagen für ihre Wohnungen als Folge. Neuer Eigentümer von 550 Wohnungen außerhalb Hattingens wurde im Dezember 2007 die RL Ruhr Liegenschaften GmbH, ein rein privatwirtschaftliches Unternehmen mit Sitz in Castrop-Rauxel. Die Erlöse hieraus sollen der Modernisierung des Wohnungsbestandes dienen.
Die vorgesehene Umgestaltung umfasst neben dem Neubau von Gebäuden mit barrierefreien Wohnungen Veränderungen der Grundrisse und der Ausstattung des vorhandenen Wohnungsbestandes sowie eine Modernisierung der Haustechnik, darunter das Wärmeversorgungskonzept unter Mitwirkung des Geothermiezentrums Bochum.
Zum Ende des Jahres 2007 zählte die HWG eG 6796 Mitglieder und bewirtschaftete 4450 Wohnungen, 57 Gewerbeeinheiten sowie 731 Garagen. Den Vorstand bildeten Erika Müller-Finkenstein und Michael Schlüsener.